# Дифазиаструм сабинифолиум
Diphasiastrum × sabinifolium , сосна саванна или плаун саванна , является гибридом D. sitchense и D. tristachyum . Его можно найти в Северной Америке от Лабрадора и Ньюфаундленда до Онтарио и на юге до Пенсильвании и Мичигана. Прямостоячие стебли могут достигать 20 сантиметров в высоту и ветвятся дихотомически. Бесплодные ветви уплощенные, а листья 4-рядные. Цветоносы имеют длину 1-8 сантиметров. Во многих нарушенных местах его можно найти растущим рядом с D. sitchense, и его можно отличить по уплощенным веточкам, разделенным на четыре ряда, в отличие от D. sitchense, которые обычно округлые и разделены на пять рядов.